# Karakpo
Karakpo est une localité du nord de la Côte d'Ivoire qui se situe, dans la région de la Bagoué, le département de Boundiali et sous-préfecture de Ganaoni.
Elle se situe à 25 km de Boundiali chef lieu de la région .

## Démographie
Le village de Karakpo dans son ensemble regroupe plusieurs ethnies dont les traditionnels Malinkés dites Dioulas, les Senoufos, les forgerons, les éleveurs communément appelé peulhs et d'autres ressortissants de la CEDEAO.
Domaine d'activité : Le riz, le maïs, le coton, l'anacarde et l'arachide sont leurs principales cultures.
Le village de KARAKPO dispose d'une école primaire public, d'une mosquée, d'une église et un bois sacré. 
Attentes de raccordement à un château pour fournir de l'eau de robinet, le village est servi avec 4 pompes à motricité humaine. 
Karakpo est électrifié en 2021.